# District central (Kuhrang)
Pour les articles homonymes, voir District central.
Le district central (persan : بخش مرکزی , bakhsh-e markazi) est un district (bakhsh) situé dans la préfecture de Kuhrang dans la province du Chahar Mahaal et Bakhtiari en Iran. Le district comprend trois districts ruraux (dehestān) de Dasht-e Zarin, Miankuh-e Moguyi et Shurab-e Tangazi ainsi que la ville de Chelgerd. Il s'agit du quartier d’été (sardsīr ou yaylāq en persan) pour de nombreux nomades bakhtiaris.

## Population
Lors du recensement de 2006, la population du district était de 19 198 habitants, répartis dans 3 521 familles. La population y est quasi exclusivement constituée de Lors Bakhtiaris.